# Луї де Ла Серда
Луї (також Луїс або Людовик) де Ла Серда (фр. Louis de la Cerda, ісп. Luis de la Cerda, Франція, 1291 — Ламотт-дю-Рон, 5 липня 1348), також знаний як Луї Іспанський (фр. Louis d'Espagne) — королівський принц Кастильської корони, який жив і служив у Французькому королівстві. Серед інших титулів, Луї де Ла Серда був графом Тальмона, графом Клермона, сеньором Деси та Енсісо та адміралом Франції. 1344 року папа Климент VI надав йому титул першого «князя Блаженних островів» (суверенного правителя Канарських островів), хоча він так ніколи і не ступив на ці острови.

## Біографія

### Позбавлена леонської спадщини родина
Луї де Ла Серда був другим сином позбавленого спадщини Альфонсо де ла Серда і Матильди Брієнн-Еу (доньки Жана II де Брієн). Від свого діда, короля Альфонсо X, Альфонсо мав права на Леонське королівство, але був скинутий з престолу та вигнаний у вигнання своїм дядьком Санчо IV. Як результат, більшість дітей Альфонсо де Ла Серда, включаючи Луї, народилися та виросли у Франції головним чином тому, що його бабуся Бланка Французька була дочкою короля Франції Людовика IX Святого.

### Шлюб
У 1306 році Луї одружився з Леонорою де Гусман, донькою Алонсо Переса де Гусмана «el Bueno», захисника Таріфи, і Марії Алонсо Коронель. Завдяки спадку дружини він став володарем Деси, Енсісо та Пуерто-де-Санта-Марія. Деякий час він жив у Кастилії, де він був присутним на коронації Альфонсо XI, який нагородив його лицарським орденом.

### Облога Гібралтару
Луї отримав свій перший військовий досвід, коли служив кастильському королю Альфонсо XI під час Четвертої облоги Гібралтару в 1333 році проти маврів.

### На французькій службі
Більшість істориків стверджують, що Луї повернувся до Франції головним чином для покращення свого стану. Будучи двоюрідним братом французького короля, він увійшов до складу французького двору.
В 1338/39 роках король Франції Філіп VI призначив Луї де ла Серда графом Клермона та першим графом Тальмона. Король заснував ці маєтки в районі Франції, який безпосередньо межував з англійськими володіннями в Гієні на південному заході та північному сході, і був особливо вразливий для нападу.

### Столітня війна

#### Перший театр війни
Згідно звітів, в 1339 році французька армія була розміщена в його замку Тальмон, щоб захищати Лілль. На тому етапі він мав титул «Суверенний капітан».
У 1340 році Луї отримав свідчення королівської довіри, коли його покликали 13 березня заповнити посаду адмірала, яку залишив вакантним Юг К'єре, що загинув у морській битві біля Сльойса. Під час перемир'я, яке настало після неї, Луї працював над відновленням військово-морського флоту, будуючи нові кораблі та обладнуючи кораблі, доступні в усіх портах Франції, а також набирав команди з морського населення баскських провінцій.

#### Другий театр війни
Під час Війни за бретонську спадщину Луї приєднався до командування герцога Нормандського в жовтні 1341 року, вирушив до Анже, де збиралася франко-бретонська армія на чолі з віконтом де Роан і лордами Авогуру, Олів'є IV де Кліссон і Бомануаром.
Під час облоги Нанта, де розташувалися протиборчі сили, зголодніілі мешканці оточеного міста захопили конвой із продовольством за стінами, після чого на них напав Луї і переслідував до стін міста, де почалася люта рукопашна сутичка. Половина цих людей була вбита або взята в полон.
Луї пішов у відставку з посади адмірала в березні 1341 року. Відомо, що навесні 1342 року він безпосередньо приєднався до франко-бретонської армії Карла де Блуа як командир. Луї перетнув територію Бретані, щоб взяти в облогу торгове місто Геранд. Луї використовував своїх іспанських і генуезьких найманців, щоб атакувати всі сторони одночасно. Не даючи пощади жителям, вони грабували, не шануючи навіть церков, п'ять з яких були осквернені і спалені. Коли Чарльз почув про ці ексцеси, він наказав Луї повісити 24 головних винуватців. Луї покинув Геранд, навантажений здобиччю, і приєднався до Карла, все ще перед стінами Оре.
Луї зі своїми найманцями відплив до Кемпера та Кемперле, щоб продовжити грабіж. Коли новини про спустошення дійшли до англо-бретонців під командуванням де Моні, він вирушив з Еннбона до Кемперле, де на березі все ще перебували війська Луї. Де Моні пошкодив погано охоронювані судна перед висадкою власних військ, розділивши їх на 3 групи та почав шукати мародерів. Його авангард був відбитий Луї, який вийшов на поле з одним із своїх племінників на ім'я Альфонс. Місцеві селяни також приєдналися і швидко розгромили війська Луї, убивши його племінника.
Луї відновив свої сили в Ренні і через шість тижнів приєднався до Карла де Блуа в другій спробі захопити Еннбон. Англо-бретонські захисники, які, знаючи про його недавню поразку, глузували з нього з валів. За словами хроністів Жана Ле Беля та Фруассара, це глузування настільки розлютило Луї, що він шукав певної форми відплати. Ці хроністи стверджують, що одного разу в наметі Карла де Блуа та в присутності інших лордів благали його надати йому ласку в нагороду за його послуги. Карл не надав великого значення і погодився на це прохання. Тоді Луї попросив віддати йому двох полонених англо-бретонських лицарів, Жана ле Бутейлера та Юбера де Френе. Луї хотів обезголовити їх перед міськими валами. Карл був здивований, сказавши Луї, що ці в'язні були християнами, а не маврами, і що такий вчинок був би нечесним. Луї відмовився змінити свою рішучість і погрожував звільнитися з армії, якщо не отримає задоволення. Карл здався, і двох лицарів послали покликати. Луї залишився непохитним до милосердя і оголосив, що страта відбудеться того ж дня після обіду. Англо-бретонські захисники, очевидно, мали шпигунів у таборі Карла, і вони дізналися про ситуацію, вирішивши зробити все можливе, щоб вирвати їх назад. У той час як Аморі де Кліссон симулював відволікання, щоб привернути увагу обложників, Мауні зробив обхід у порожній табір і знову захопив двох лицарів, які поверталися з ними. Друга облога Геннебонта тривала без жодного прогресу; був остаточно залишений приблизно в середині жовтня. Потім Карл напав на невелике містечко Югон, а решта армії була розміщена в гарнізоні в Гаре під командуванням Луї.
Нарешті Луї був втягнутий у морську битву, що відбулася поблизу острова Гернсі в 1342 році між англійським флотом, який приносив допомогу англо-бретонцям, і франко-бретонським флотом, що складався переважно з найманців Луї. Бій, який розпочався наприкінці дня, був перерваний сутінками і відновився лише на світанку. Буря, що виникла вночі, змусила супротивників розійтися, але не раніше, ніж франко-бретонці захопили чотири англо-бретонські кораблі, навантажені провіантом і кіньми. Однак це не завадило англо-бретонському полководцю Роберту III Артуа висадити свої війська в Бретані. Літописці розповідають, що до кінця війни Луї брав участь у захопленні англійських суден постачання, призначених для англо-бретонських сил, які облягали Ванн, і зненацька для ворожого флоту, який стояв неподалік від нього, до захоплення чотирьох кораблів, навантажених припасами, три з яких були затоплені. Луї залишив війну за бретонську спадщину дуже багатим завдяки величезній військовій здобичі.

##### Третій театр війни
Під час війни в Гієні в 1346 році Луї відновив службу у Філіппа де Валуа. Літописці стверджують, що він брав участь у кампанії під проводом герцога Нормандського проти англійців під командуванням графа Дербі протягом першої половини того ж року. Сезонна кампанія закінчилася провалом перед фортецею Егійон. За словами Фруассара, Луї пізніше відзначився тим, що остаточно прорвав стіни цієї фортеці.

### Князь Блаженних островів
Попри те, що Канарські острови (тоді знані як Острови блаженних) були відомі з часів античності, європейці практично не контактували з Канарськими островами до початку XIV століття, коли генуезький капітан Ланселото Малочелло випадково не натрапив на острів Лансароте . Європейський інтерес до островів швидко зріс після картографічної експедиції 1341 року, спонсорованої португальським королем Афонсу IV, яка надала детальні описи гуанчів, первісних аборигенів, що мешкали на островах. Перспектива нових і легких рабських набігів розпалила апетити європейських купців. Експедиції Майорканського королівства, організовані приватними комерційними консорціумами, негайно вирушили на Канарські острови з метою захопити тубільців і продати їх як рабів на європейських ринках.
Луї де ла Серда, який тоді служив французьким послом при папському дворі в Авіньйоні, подав пропозицію папі Клименту VI, яка пропонувала католицькій церкві приємніше бачення завоювання островів і навернення корінних гуанчів до християнства.
15 листопада 1344 року Папа Римський Климент VI видав буллу Tuae devotionis sinceritas, яка дарувала Канарські острови у вічне володіння Луї де Ла Серда та його спадкоємцям, надавши йому суверенний титул «Prince de Fortunie» (Князь Блаженних островів) з супутніми правами карбувати монети та іншими королівськими привілеями. Натомість Серда пообіцяв навернути тубільців у християнство і виплачувати папству щорічну данину в 400 золотих флоринів, яку потрібно сплачувати щорічно на свято Святих Петра і Павла (29 червня). Одинадцять островів цитувалися в буллі під стародавніми (і фантастичними) назвами, даними Плінієм: Canaria, Ningaria, Plumaria, Capraria, Junonia, Embronea, Atlantica, Hesperida, Cernae, Gorgona та Galeta. Після отримання корони та скіпетра з рук папи, вулицями Авіньйона вирушила кавалькада з оголошенням Луї де Ла Серда новопризначеним правителем островів. Луї де ла Серда швидко отримав популярну назву Infante de la Fortuna.
Папа Климент VI продовжив це своєю буллою Prouenit ex tue у січні 1345 р., надавши завоювання Серди характеру хрестового походу, надаючи індульгенції всім, хто брав участь. Папські листи були надіслані правителям Португалії, Кастилії, Арагону, Франції, Сицилії, В'єни та Генуї, вимагаючи визнання титулу Серди та закликаючи їх надати матеріальну допомогу майбутній експедиції Серди (запланована протягом трьох років). Португальський король Афонсу IV негайно подав протест, вимагаючи пріоритету відкриття, але поступився владою папи. Альфонсо XI Кастильський також протестував, використовуючи давні вестготські єпархії та попередні договори про реконкісту, щоб стверджувати, що острови належать до кастильської юрисдикції та «сфери завоювання», але тим не менш визнав титул Серди.
Попри їх офіційне визнання, підготовка була зупинена через опозицію іберійських монархів. За сприяння архієпископа Неопатрії Луї де ла Серда вдалося добитися від Петра IV Арагонського зобов'язання надати в його розпорядження деякі галери, але інші були набагато менш прихильними, якщо не відверто ворожими. Повторний спалах Столітньої війни в 1346 році призупинив проєкт, оскільки Луї де ла Серда відновив військову службу для французької корони. У результаті жодна експедиція не була створена до передчасної смерті Серди 5 липня 1348 року.
Традиція стверджує, що арагонські галери, які готувалися до Луї де Ла Серда, або втомилися від затримок (або відразу після його смерті), вирішили самостійно вирушити на Канарські острови та спробували висадитися на Ла Гомері, але були швидко відбиті тубільці. Оскільки немає документальних підтверджень цієї експедиції, деякі історики прагнули ототожнити її з відомою невдалою Арагонською експедицією 1360 року, але малоймовірно, що галери Серди залишалися доступними так пізно.

### Місце смерті та спочинку
Луї де ла Серда був похований в абатстві Сен-Жіль у Лангедоку, Франція. Його титули Тальмонта та принца Фортуни успадкував його старший живий син Луї де ла Серда і Гусман. Але після того, як чоловічі лінії померли без наслідків, титули передалися через дочку Луї де ла Серда Ізабель де ла Серда Перес де Гусман до дому графів (а пізніше герцогів) Медіначеллі. Хоча повідомляється, що титул князя Фортуни, наданий папою, автоматично закінчився через п'ять років без експедиції, сім'я Де ла Серда-Медіначеллі продовжувала наполягати на своїй претензії на володарство островів.

## Нащадки
У 1306 році Луї де ла Серда одружився з Леонорою де Гусман, дочкою Алонсо Переса де Гусмана та Марії Альфонсо Коронель. Нащадки від цього шлюбу:
- Альфонсо, Марія, Бланка, Фернандо і друга Марія де ла Серда, всі вони померли в дитинстві.
- Луї де ла Серда і Гусман (бл. 1325—1383), другий титулярний князь Блаженних островів і другий граф Тальмона.
- Хуан де ла Серда-і-Гусман (1327—1357), сеньйор Пуерто-де-Санта-Марія і Хібралеона, на короткий час Альгуасіль, мер Севільї (ф. 1355).
- Ізабель де ла Серда і Гусман (бл. 1329—1382), леді Пуерто-де-Санта-Марія, одружена 1. Родріго Перес Понсе де Леон і 2. Берналь де Фуа, 1-й граф Медінацелі.

Після смерті першої дружини Луї де ла Серда одружився з Гіоте Д'Узес, дочкою Роберта I, віконта Узеса. Від цього шлюбу не було нащадків.
Поза шлюбом у Луї де ла Серда також був бастард Хуан де Еспанья, який народився у Франції в 1347 році і був визнаний у заповіті свого батька.